# Тішура Володимир Іванович
Тішура Володимир Іванович (15 грудня 1959, станція Сєвєрна Гатчинського району Ленінградської області, Росія — 10 травня 1986, Москва — ліквідатор аварії на Чорнобильській АЕС, старший пожежник 6-ї самостійної воєнізованої пожежної частини з охорони міста Прип'ять. Герой України.

## Життєпис
Народився 15 грудня 1959 року на станції Сівєрська Гатчинського району Ленінградської області, Росії. Закінчив середню школу. Працював вантажником, слюсарем, потім — старшим пожежником 6-ї самостійної воєнізованої пожежної частини (СВПЧ-6) з охорони міста Прип'ять.
26 квітня 1986 року, прибувши на місце аварії після вибуху четвертого реактора Чорнобильської АЕС у складі чергового караулу, сержант В. І. Тішура приступив до гасіння пожежі. В умовах радіації героїчно виконував бойове завдання. Коли прибули додаткові пожежні сили і засоби, у тяжкому стані був виведений із бойової обслуги і госпіталізований. Лікувався в спеціальній клініці Москви, однак доза опромінення була надто високою.
Помер 10 травня 1986 року. Похований у Москві на Митінському кладовищі.

## Вшанування пам'яті
- Ім'я Героя вибито на одній із плит меморіалу Героям-чорнобильцям у Києві на перетині бульвару Верховної Ради та проспекту Миру; меморіалу загиблим працівникам МВС України у Києві на Солом'янській площі; на стелі з іменами Героїв-чорнобильців у Сімферополі у парку Гагаріна біля входу з вулиці Павленко.
- Бюст Герою встановлено у Києві на алеї Героїв-чорнобильців на перетині Берестейського проспекту та вулиці Чорнобильської.
- 21 квітня 2011 року у Києві біля будівлі, де працював оперативний штаб протипожежної служби з ліквідації наслідків аварії на ЧАЕС (вулиця Круглоуніверситетська № 20/1) відкрито пам'ятник пожежним-чорнобильцям, а на фасаді будівлі їм встановлено меморіальну дошку.
- У квітні 2016 року до 30-х роковин з дня аварії на ЧАЕС у Києві на фасаді будівлі Головного управління Державної служби України з надзвичайних ситуацій в Київській області (вулиця Межигірська № 8) встановлено барельєф Героя.

## Нагороди

Погруддя Володимира Тішури, Меморіальний комплекс жертв Чорнобильської катастрофи в Києві, 29.06.2019

- 21 квітня 2006 року за геройський подвиг в ім'я життя нинішніх і прийдешніх поколінь, особисту мужність і самопожертву, виявлені у ліквідації аварії на Чорнобильській АЕС присвоєно звання Герой України з удостоєнням ордена «Золота Зірка» (посмертно)[1]
- 8 травня 1996 року за особисту мужність і відвагу, виявлені у ліквідації аварії на Чорнобильській АЕС нагороджений відзнакою Президента України — хрестом «За мужність» (посмертно)[2]
- Нагороджений орденом Червоного Прапора (посмертно)[3]

Згадується у документальному фільмі «Чорнобиль: Два кольори часу» (Укртелефільм, 1986-88).